# Ilse Noor
Ilse Noor (* 1941 in Wipperfürth) ist eine deutsch-malaysische Grafikerin, die vor allem für ihre Radierungen bekannt ist.

## Leben und Wirken
Noor wurde in Wipperfürth geboren und begann im Alter von 16 Jahren ein Kunststudium bei Willy Maria Stucke in Bonn. Anschließend studierte sie Grafik an den Kölner Werkschulen und von 1963 bis 1964 an der Akademie der Bildenden Künste München bei Franz Nagel. Während ihres Studiums begegnete Noor ihrem zukünftigen, aus Malaysia stammenden Ehemann, mit dem sie 1974 in sein Heimatland auswanderte. Sie lebt und arbeitet seitdem in Kuala Lumpur.
Sie stellt als einzige Künstlerin in Malaysia kontinuierlich traditionelle Druckgrafiken über das Medium Radierung dar. Zentrales Motiv ihrer detailverliebten Werke ist eine geordnete und harmonische Natur. Neben ihren Radierungen hat Noor auch drei Bücher geschrieben, Poster, Magazine und verschiedene Kinderbücher illustriert. Noor inspirierte die künstlerische Laufbahn der malaysischen Malerin Sharifah Fatimah Syed Zubir.

## Werke (Auswahl)
- mit Carola Lepping: Das alte Haus auf Hartkopsbever, Gertraud Middelhauve Verlag, Köln 1970, ISBN 978-3-7876-9119-7.
- mit Ludwig Schmidt: Ludwigs Baumbilderbuch. Gronenberg, Gummersbach 1982, ISBN 978-3-88265-101-0.
- Cenderawasih: the seven dreams, the seven palaces. Pustaka Cipta, Kuala Lumpur 1989, ISBN 978-967-99962-4-1 (englisch).
- Warisan nusa: Shell book of Malaysian heritage. Hrsg.: Shell Oil Company. Pustaka Cipta, Kuala Lumpur 1991, ISBN 978-967-997451-5 (malaiisch, englisch).
- Samudra: gurisan = Etchings. Petronas, Kuala Lumpur 2001, ISBN 978-983-9738-29-2 (malaiisch, englisch).